# 宋永安陵
永安陵，史料记录中称安陵，是宋太祖赵匡胤父亲宋宣祖趙弘殷于昭宪杜太后的合葬墓，位于河南省巩义市西村镇，始建于乾德元年（963年），为宋陵中最早修建的一座，成为北宋皇陵的营建之始。

## 历史

宋宣祖赵弘殷画像

永安陵为赵弘殷与妻昭宪太后杜氏的合葬墓。赵弘殷为五代时期的武将，后周时官至检校司徒、天水县男，与赵匡胤分掌禁军。后周显德三年（956年），赵弘殷去世，追赠武清节度使、太尉。赵弘殷最初葬在汴京东南。北宋建立后，宋太祖追尊其为帝，庙号宣祖，并称其墓为安陵。赵弘殷的妻子昭宪杜太后崩于建隆二年（961年）六月，同年十月与合葬于安陵。
乾德元年（963年），安陵改卜于河南府巩县西南四十里訾乡邓封村的新陵，是为目前的陵址。

## 布局
永安陵为宋陵中最早修建的一座，由上宫、下宫和祔葬陵组成:21，之后的七座帝陵均大致沿用其制度。

### 上宫
上宫目前仅存陵台和四件石像生。据《宋史·礼志》记载，永安陵陵台为正方形，下层每面长九十尺，共三层。陵台下为地宫，深五十七尺，高三十九尺。陵台四周有神墙，高九尺五寸，周长四百六十步。神墙四面正中设神门，四角置角阙。南神门以南为神道，南侧依次为乳台、鹊台。乳台高二十五尺，鹊台高二十九尺。南神门距乳台、乳台距鹊台均为九十五步。据20世纪60年代实测，永安陵的南神门至乳台的距离为151米，乳台至鹊台的距离为141米，神墙东西宽230米，南北长227米，陵台底边长22.5米，上边长8.5米，高6.4米。其后的七座帝陵都大体遵循了这个制度。
永安陵的神道两侧原有两排石像生，目前仅有数件遗存，与其他零散石像一起集中保存于永定陵内。永安陵的石像形体较小，不注重细节刻画，石雕动物的腹部不做透雕，保留较多唐末和五代时期石刻的特点:456。

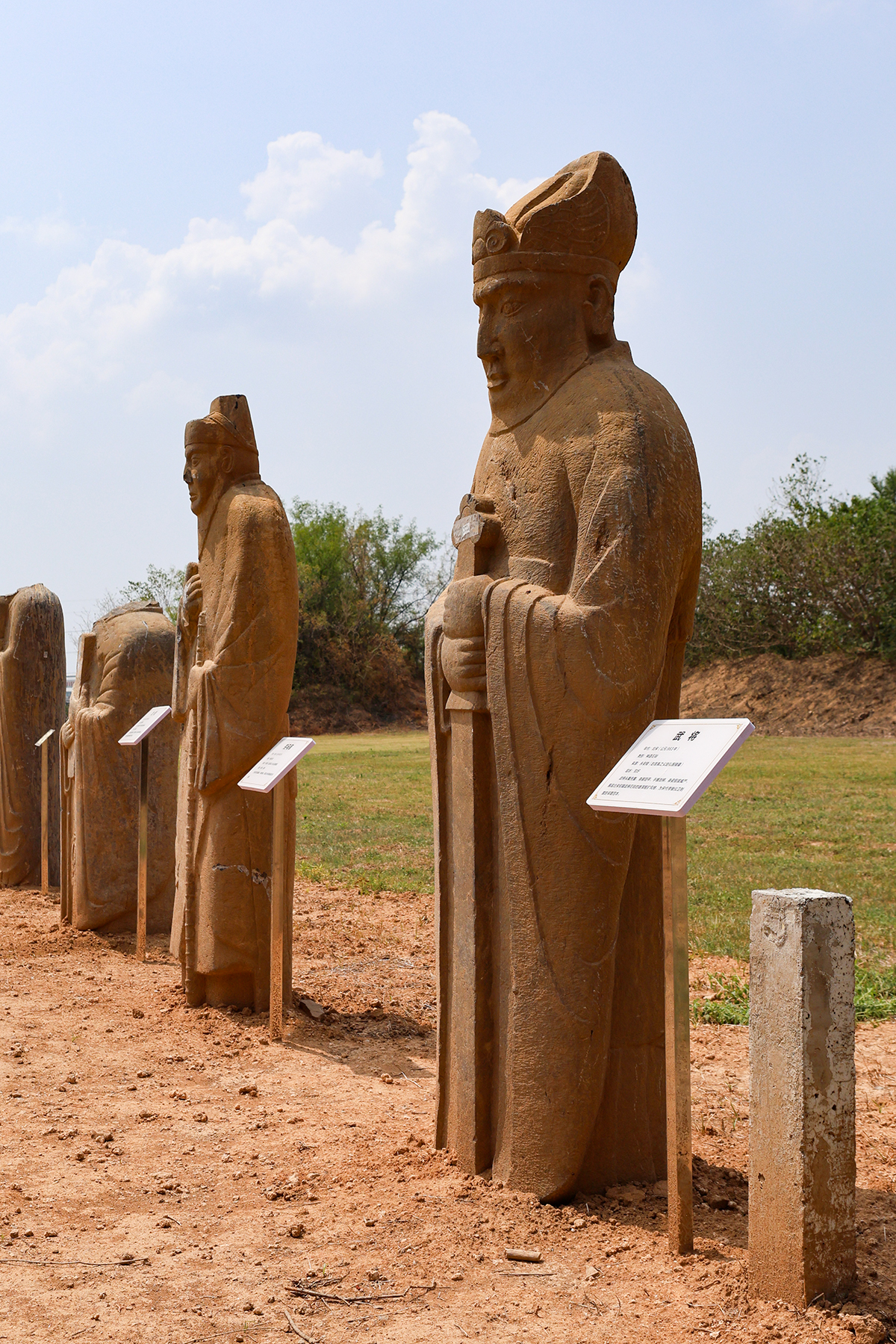
永安陵的控马官（左）和武官（右）石像，放置于永定陵保存
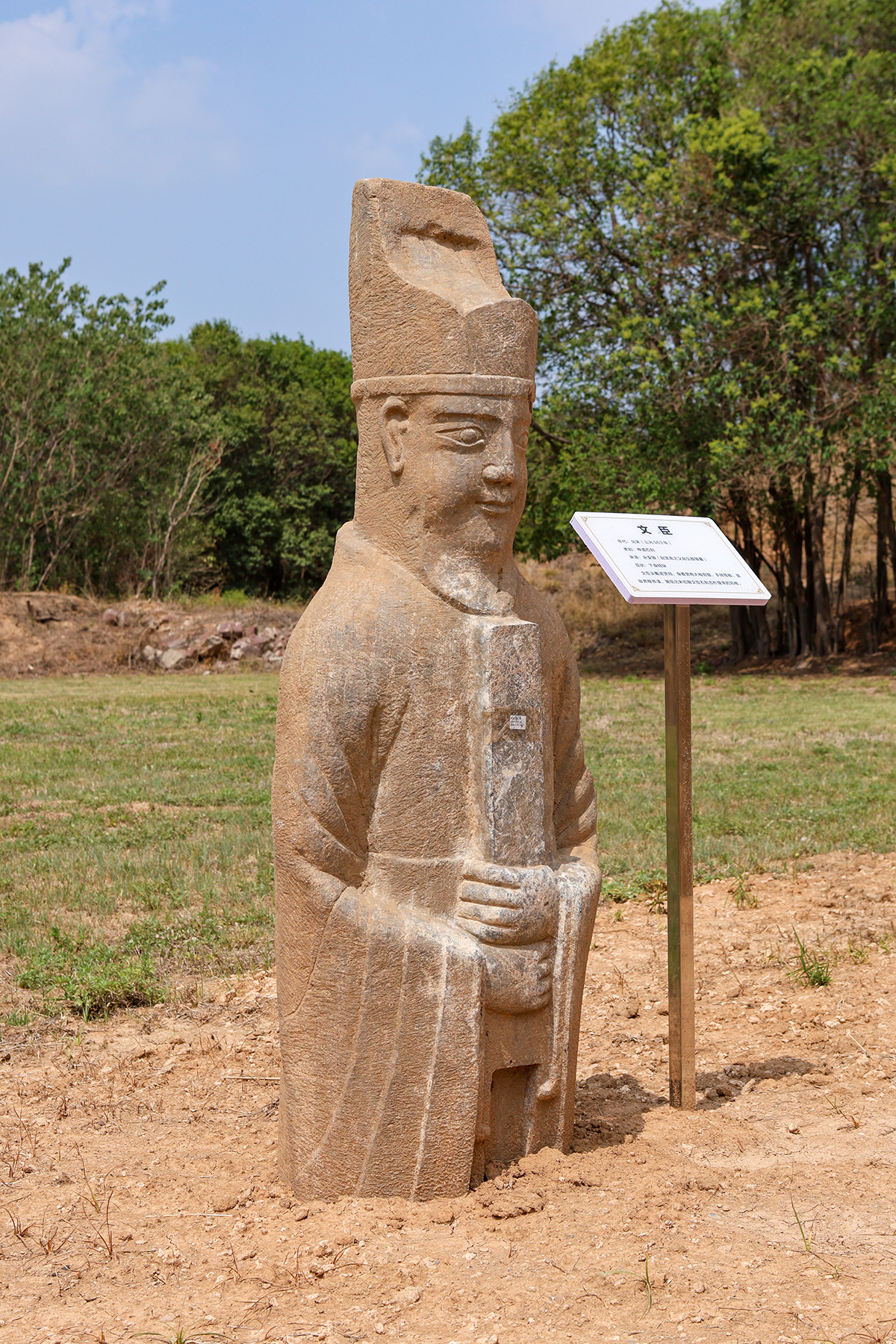
永安陵的文官石像，放置于永定陵保存

### 下宫
永安陵下宫为供奉墓主饮食起居的宫室，在地面上现已无遗迹。通过考古发掘，确定其位于上宫西北，祔葬的孝惠賀皇后陵以西，淑德尹皇后陵东南一带。下宫平面呈长方形，南北长约165米，东西长约130米。在下宫西南部的地表下70厘米处，发现了北宋时期的地面和地砖等遗迹:29-33。

### 祔葬陵

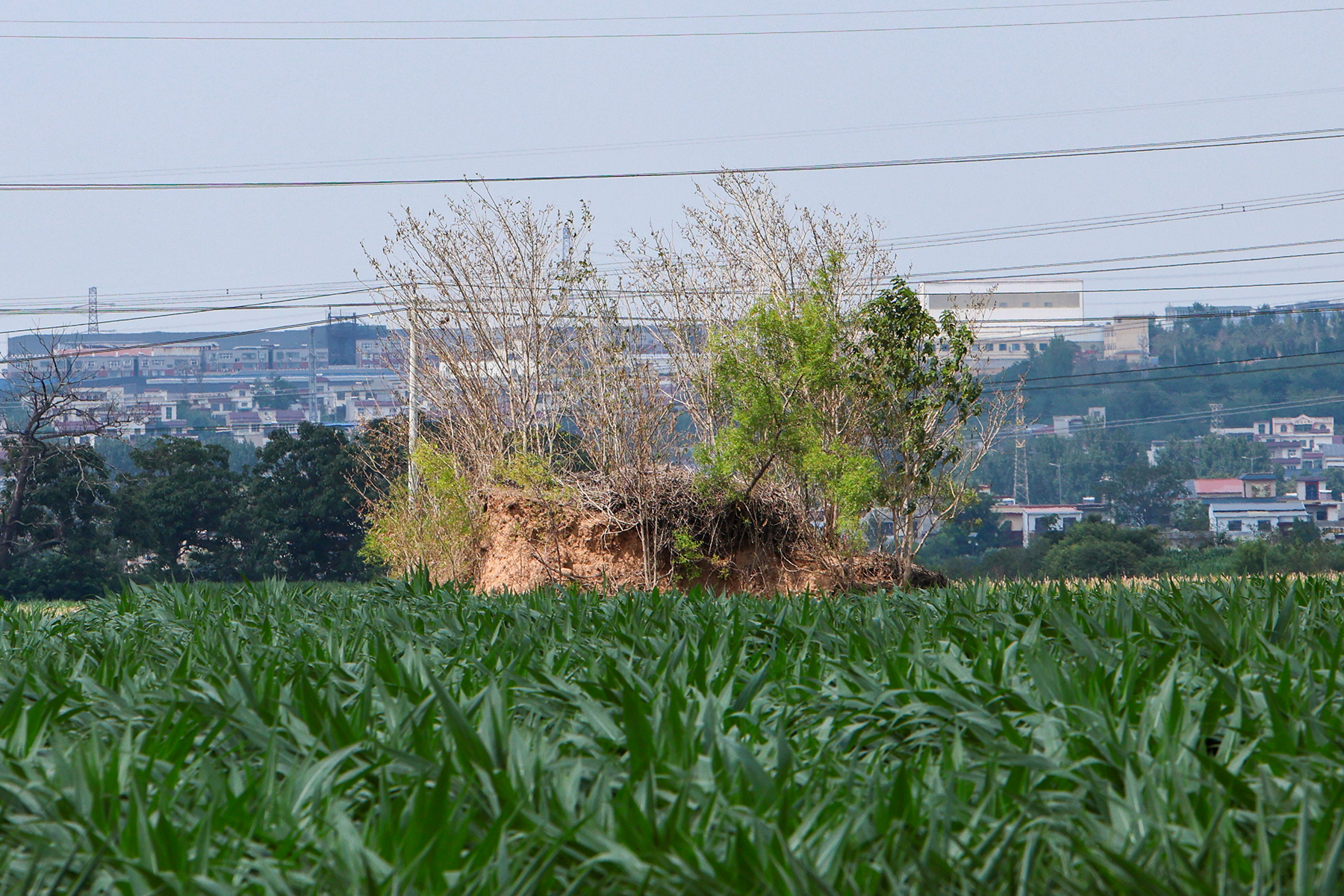
孝惠贺皇后陵的陵台

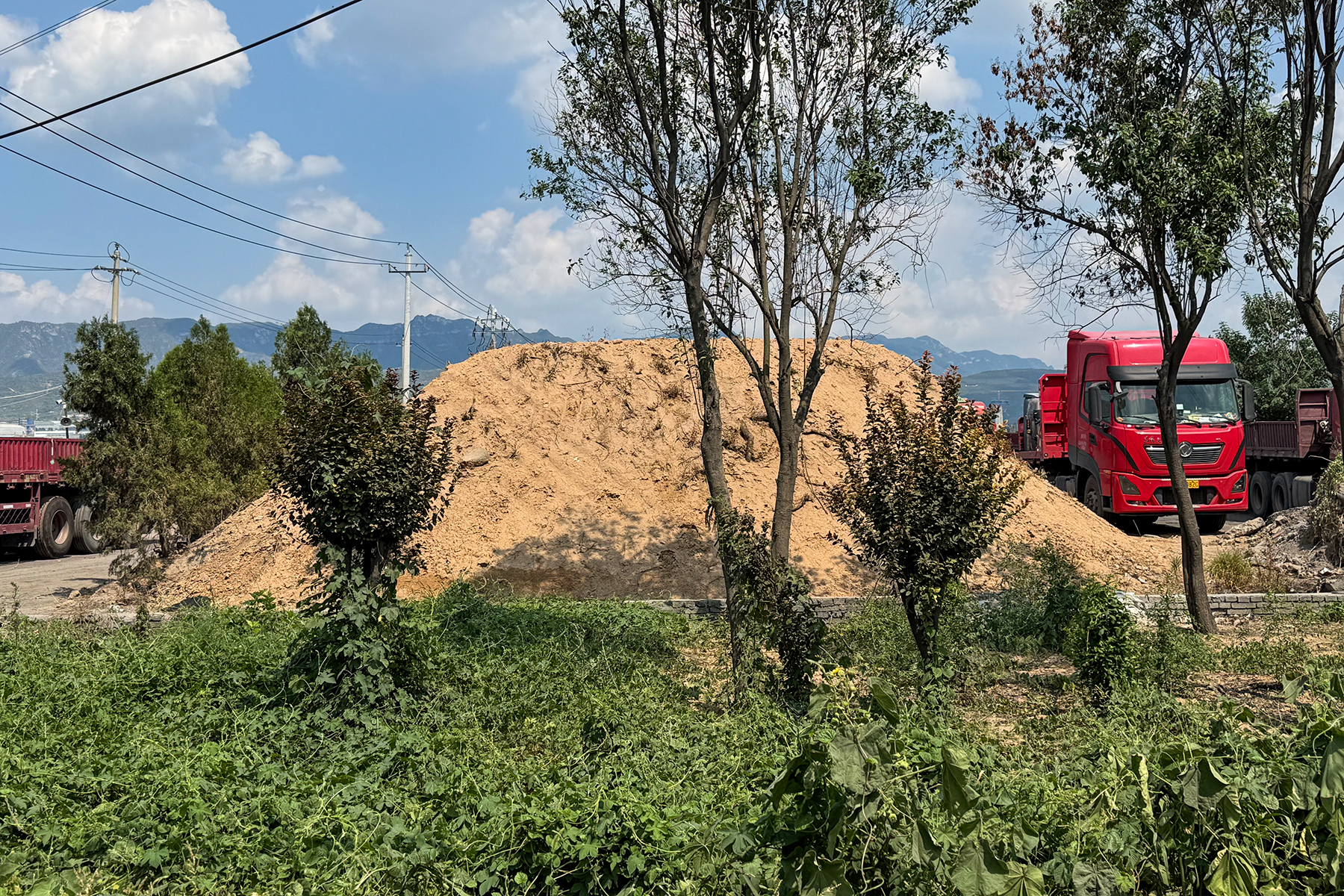
淑德尹皇后陵的残余陵台

永安陵祔葬四座皇后陵，分别为宋太祖的孝明王皇后和孝惠賀皇后陵，以及宋太宗的懿德符皇后和淑德尹皇后陵。其中孝明王皇后和孝惠贺皇后于乾德二年（964年）安陵改卜时祔葬，其制度据记载为地宫深四十五尺，陵台高三十尺，底边长七十五尺，四周神墙高七尺五寸，边长六十五步，南神门至乳台为四十五步。懿德符皇后薨于开宝八年（975年），葬于安陵西北。太宗即位后，懿德符皇后和淑德尹皇后均被追封为皇后，同时将淑德尹皇后葬于孝明王皇后陵的西北。
这四座后陵中，孝明王皇后陵和懿德符皇后陵已无任何地面遗存，孝惠贺皇后陵位于永安陵上宫西北约200米处，原址现存陵台、一根石望柱和一件东神门石狮。现存陵台底部南北长11米，东西宽9米，高3.2米。陵台以南58米处、以北及以西50米处皆有田埂，大致确定为神墙的位置，由此可推断该后陵神墙的边长约为105米，符合《宋史·礼志》中“四面各长六十五步”的记载:26。淑德尹皇后陵位于孝惠贺皇后陵西北约260米处，20世纪80年代时尚存陵台和16件石像。当时陵台边长10米，高4.8米:26-29。陵园现已被夷平，仅存部分陵台，石像生也被从原址集中至他处保管。